# الفجوة الرقمية بين الجنسين
يتم تعريف الفجوة الرقمية بين الجنسين بأنها التحيزات المبنية على النوع الاجتماعي والمُضمَّنة في منتجات التكنولوجيا، وقطاع التكنولوجيا، وتعليم المهارات الرقمية. ويمكن أن يشير إلى نقص وصول المرأة إلى التقنية واستخدامها لها، والتطوير المهني في أعمال الحوسبة. لقد تغيرت الفجوة الرقمية بين الجنسين عبر التاريخ بسبب الأدوار الاجتماعية والظروف الاقتصادية والفرص التعليمية.

## خلفية
تحاول أنظمة التعليم بشكل متزايد ضمان المهارات الرقمية والتعليم والتدريب المنصف والشامل والعالي الجودة. على الرغم من أن المهارات الرقمية تفتح مسارات لمزيد من التعلم وتنمية المهارات، إلا أن النساء والفتيات ما زلن متخلفات في تعليم المهارات الرقمية. أما على الصعيد العالمي، تتزايد الفجوات بين الجنسين في المهارات الرقمية، على الرغم من الجهود الوطنية والدولية التي بذلت لأكثر من عقد من الزمن لسد هذه الفجوات. كما تم التشكيك في المصالح الاقتصادية والسياسية لمؤشراتها.

## فجوة المهارات الرقمية
النساء أقل احتمالاً من الرجال في معرفة كيفية عمل الهاتف الذكي، والتنقل على شبكة الإنترنت، واستخدام وسائل التواصل الاجتماعي، وفهم كيفية حماية المعلومات في الوسائط الرقمية (وهي قدرات أساسية للمهام الحياتية والمهنية وذات صلة بالأشخاص من جميع الأعمار) على مستوى العالم. هناك فجوة من أدنى مستويات الإتقان المهاري، مثل استخدام التطبيقات على الهاتف المحمول، إلى أكثر المهارات تقدماً مثل برمجة البرمجيات الحاسوبية لدعم تحليل مجموعات البيانات الكبيرة.
فالنساء في العديد من البلدان أقل احتمالاً بنسبة 25% من الرجال في معرفة كيفية الاستفادة من تكنولوجيا المعلومات والاتصالات للأغراض الأساسية، مثل استخدام المعادلات الحسابية البسيطة في جدول البيانات. وتشير تقديرات اليونسكو إلى أن الرجال أكثر عرضة بنحو أربع مرات من النساء لاكتساب مهارات متقدمة في مجال تكنولوجيا المعلومات والاتصالات، مثل القدرة على برمجة أجهزة الكمبيوتر. من ناحية أخرى، تنتج النساء في دول مجموعة العشرين 7% من براءات اختراع تكنولوجيا المعلومات والاتصالات،  ويبلغ المتوسط العالمي 2%. يقدر القائمون على التوظيف في شركات التكنولوجيا في وادي السيليكون أن نسبة المتقدمين للوظائف الفنية في مجال الذكاء الاصطناعي وعلوم البيانات غالبًا ما تكون أقل من 1٪ من الإناث. لتسليط الضوء على هذا الاختلاف، في عام 2009 كان هناك 2.5 مليون امرأة من خريجات الجامعات تعمل في مجالات العلوم والتكنولوجيا والهندسة والرياضيات مقارنة بـ 6.7 مليون رجل. وكان إجمالي القوى العاملة في ذلك الوقت 49% من النساء و51% من الرجال مما يسلط الضوء على الفجوة الواضحة.
وفي حين أن الفجوة بين الجنسين في المهارات الرقمية واضحة عبر الحدود الإقليمية ومستويات الدخل، فهي أكثر حدة بالنسبة للنساء الأكبر سناً، أو الأقل تعليماً، أو الفقيرات، أو اللاتي يعشن في المناطق الريفية والبلدان النامية. مما يجعل النساء أقل احتمالاً بكثير من نظرائهن الذكور في التخرج من أي مجال من مجالات العلوم والتكنولوجيا والهندسة والرياضيات (STEM). وتتقاطع الفجوة الرقمية في المهارات مع قضايا الفقر وإمكانية الوصول إلى التعليم. وهذا يؤكد على الحاجة إلى معالجة هذه التحديات المتشابكة بشكل شامل لتمكين المرأة رقمياً وتحقيق المساواة في المجالات الرقمية.

## أنظر أيضاً
- مشكلة التحكم في الذكاء الاصطناعي
- تقسيم رقمي
- تعليم الإناث
- تمكين المرأة